# Ротов, Николай Николаевич (актёр)
Николай Николаевич Ротов (12 ноября 1952 года, Красноярский край) — советский и российский актёр театра, заслуженный артист Удмуртии.

## Биография
Родился в 1952 году в Красноярском крае.
Участвовал в театральной самодеятельности в родном Красноярске. Окончил Свердловское театральное училище.
С 1976 года живёт и работает в Ижевске. На сцене сыграл около 100 ролей.

## Роли в театре
- Моя прекрасная леди — мистер Дулиттл[2]
- Дядюшкин сон — Князь
- Бабий бунт — дед Захар
- Канотье — Виктор
- Диоген — Диоген
- Идеальная пара — Игорь
- Дуэнья — Мендоза
- Чемодан — Ося
- Хапун — Харько[1]

## Другие работы
- Снялся в клипе группы Multipass на песню «Звёздная», сыграл роль возможного будущего состояния героя песни. В клип вошли в основном кадры, снятые со спины, лицо было показано в промежутках с 5:50 по 5:52 и с 6:07 по 6:08.